# Notte di san Bartolomeo
La notte di San Bartolomeo è il nome con il quale è passata alla storia la strage compiuta nella notte tra il 23 e il 24 agosto 1572 (giorno di San Bartolomeo) dalla fazione cattolica ai danni degli ugonotti a Parigi in un clima di vendetta indotto dalla battaglia di Lepanto e dal crescente prestigio della Spagna. La vicenda è nota anche come strage di San Bartolomeo o massacro di San Bartolomeo.
Il massacro ebbe luogo a partire dall'ordine di Carlo IX di uccidere l'ammiraglio Gaspard de Châtillon (conosciuto anche come Gaspard II de Coligny), ferito pochi giorni prima in un attentato, e altri esponenti protestanti. Il contesto erano le nozze fra la sorella del re, Margherita di Valois (la nota "regina Margot"), e il protestante Enrico di Borbone, re di Navarra e futuro re di Francia col nome di Enrico IV, considerate un atto di riconciliazione tra cattolici e protestanti, in occasione delle quali erano confluiti a Parigi migliaia di ugonotti.
Gli organizzatori persero però il controllo della situazione e l'eccidio divenne indiscriminato, estendendosi ad altri centri urbani e alle campagne e durando diverse settimane. Secondo le stime moderne morirono tra 5 000 e 30 000 persone, compresi donne e bambini. A nulla valse l'ordine, giunto dal re il 24 agosto, di cessare immediatamente gli omicidi: la strage proseguì, diventando - secondo una definizione diffusa - «il peggiore dei massacri religiosi del secolo» e macchiando il matrimonio reale con il nome di «nozze vermiglie».
A lungo la tradizione storiografica ha ritenuto che la strage fosse stata organizzata da Caterina de' Medici e da Enrico, fratello minore del re, e avallata dallo stesso Carlo IX, per evitare che una controffensiva dei protestanti colpisse la famiglia reale dopo il tentato omicidio di Gaspard de Châtillon. In ciò hanno giocato un ruolo le considerazioni nazionalistiche (Caterina era pur sempre considerata una straniera) e la vasta propaganda politica che si mise in moto già subito dopo l'evento. A ogni modo, la strage, colpendo gli ugonotti con l'uccisione di molti nobili influenti e numerosi soldati, segnò una svolta nelle guerre di religione francesi, contribuendo a «imprimere, nelle menti dei protestanti, l'indelebile convinzione che il cattolicesimo fosse una religione sanguinaria e traditrice».

## Il contesto
Huguenot (dallo svizzero tedesco Eidgnosse 'confederato') divenne attorno alla metà del XVI secolo il modo in cui venivano chiamati i protestanti francesi di tendenza calvinista. Il protestantesimo si era diffuso tra la nobiltà e la borghesia francesi nella prima metà del XVI secolo. Il calvinismo, eccetto che in piccole zone, si diffuse meno nelle campagne ma ebbe una certa diffusione presso alcuni ceti popolari delle città, in particolar modo i lavoranti di professioni nuove e innovative per l'epoca (tipografi, vetrai, stampatori, barbieri...), nonché tra la nobiltà provinciale.
Verso il 1560 gli ugonotti erano all'incirca un ottavo della popolazione e anziché nascondersi esibivano oramai palesemente la loro fede (compreso il disprezzo per i "papisti"), suscitando con ciò l'allarme dei cattolici. Caterina de' Medici, reggente dal 1559, nel tentativo di garantire la sicurezza della dinastia e l'unione del regno dopo la morte di Enrico II, seguendo una linea politica estremamente pragmatica ne utilizzò la presenza e l'appoggio per evitare di essere soffocata dalle pretese della grande nobiltà cattolica, rappresentata soprattutto dagli ambiziosi duchi di Guisa. Nel balletto tra le parti, alla fine si trovò però in collisione con l'influenza acquisita da alcuni di essi, in particolare il de Châtillon, e con i loro piani di muovere guerra alla Spagna in aiuto della rivolta dei Paesi Bassi. Il massacro di San Bartolomeo fu quindi la conseguenza di tale debolezza dinastica, delle mire contrastanti e dell'ambizione degli esponenti aristocratici e della pace precaria seguita alla terza guerra di religione nel 1570.

## Storia

### Un matrimonio politico

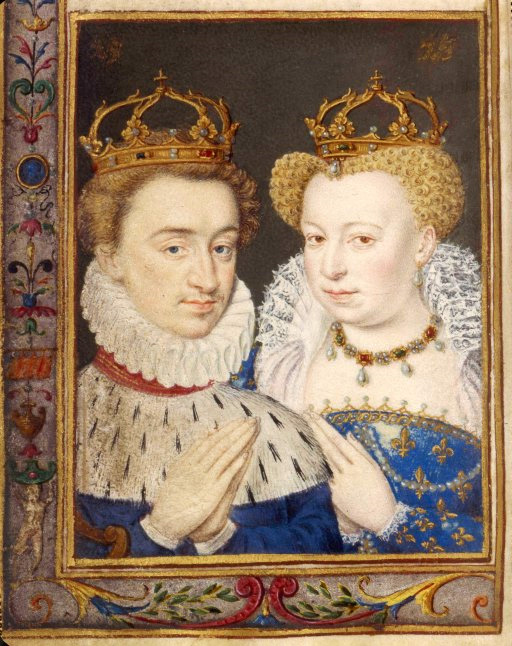
Miniatura raffigurante Enrico IV di Navarra e Margherita di Valois, re e regina di Navarra (1572 circa)

La pace di Saint-Germain, firmata l'8 agosto 1570, pose fine alla terza delle guerre di religione iniziate negli anni sessanta del secolo. Come le precedenti, si trattò di una pace precaria, sia perché gli ugonotti continuavano a portare avanti una politica propria, sia per l'intransigenza dei cattolici verso la parziale libertà di culto permessa dall'editto. Il ritorno dei protestanti a corte li scandalizzava, ma la regina madre Caterina de' Medici e il figlio Carlo IX, coscienti delle difficoltà finanziarie del regno, erano decisi a impedire la ripresa delle ostilità. Per concretizzare il mantenimento della pace tra i due partiti religiosi, Caterina progettò il matrimonio tra la figlia Margherita di Valois e il protestante Enrico di Navarra, principe del sangue ed erede legittimo alla corona dopo i Fils de France, nonché grande proprietario feudale nella Francia sud-occidentale.
Alla notizia del matrimonio, Margherita accettò l'ordine della madre (secondo una parte della tradizione storiografica pur dopo aver rifiutato, forse convinta successivamente dall'ambizione di salire al trono e dall'ottimismo che si stava diffondendo sulle nozze), ribadendo però la sua adesione convinta al Cattolicesimo. Il suo attaccamento alla fede fu contrapposto alle richieste della madre di Enrico, Giovanna d'Albret, regina di Navarra e convintamente ugonotta, che durante le trattative matrimoniali iniziate nel 1572 pose come condizione la conversione al Calvinismo della sposa: Margherita rifiutò e Giovanna, spinta dal partito protestante, accettò di ritirare la condizione dando il suo assenso poco prima di morire e cedere il trono proprio a Enrico.
Lo sposo arrivò a Parigi, accompagnato da 800 gentiluomini vestiti a lutto per la morte della regina (secondo la leggenda nera avvelenata da Caterina), nel luglio 1572. Le nozze furono celebrate il 18 agosto 1572 dal cardinale Carlo di Borbone-Vendôme, zio di Enrico, davanti alla Cattedrale di Notre-Dame. Visto che lo sposo non era cattolico, era necessaria una dispensa papale. Il cardinale di Lorena, che si trovava a Roma, osteggiava però nascostamente la politica conciliatoria di Caterina e ne ritardava la concessione. Così Caterina ingannò il Borbone, facendogli credere che un corriere fosse già in viaggio per consegnarla, e il matrimonio tra i due cugini di secondo grado venne celebrato.
(Discours des nopces du roy de Navarre et de la Sour du roy. Paris 1572)

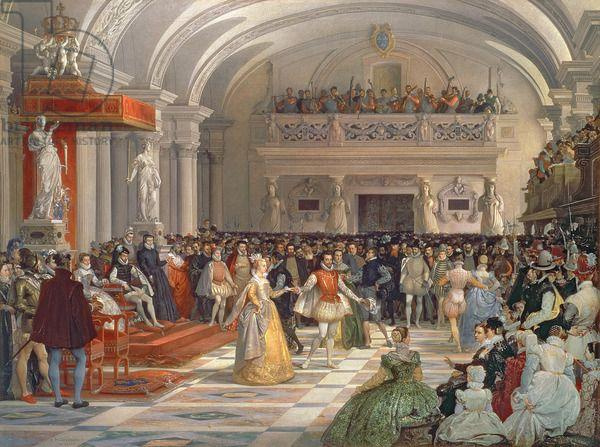
Festeggiamenti delle nozze tra Margherita di Valois ed Enrico di Navarra nella Sala delle Cariatidi al Louvre.

Alle nozze, definite "unione esecrabile" dai gesuiti e seguite da tre giorni di festeggiamenti, non presero parte ambasciatori provenienti da nazioni cattoliche né componenti del Parlamento di Parigi.

### Il tentato assassinio di Coligny

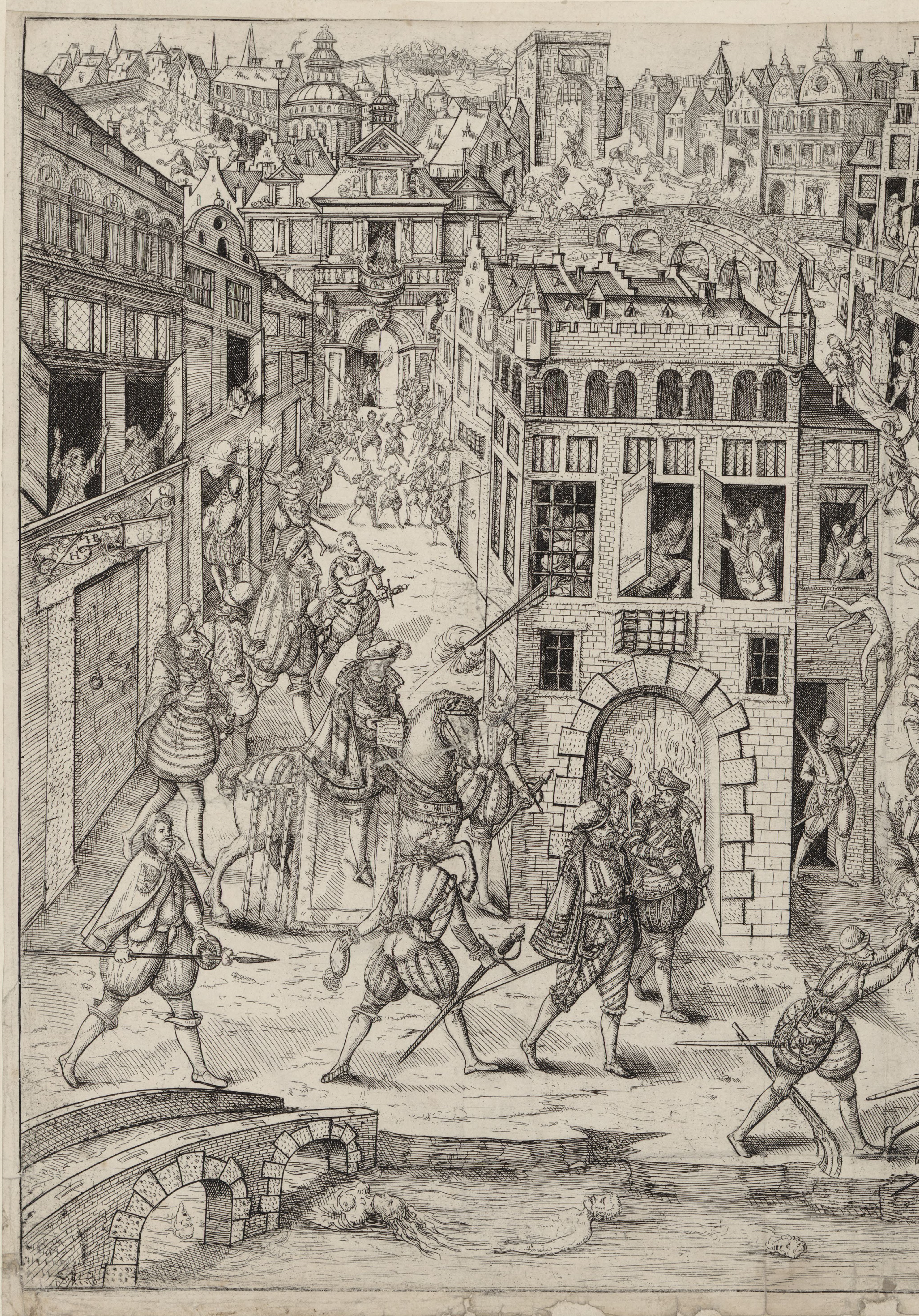
L'attentato a Coligny

Nel 1572 il clima di rivincita cattolica introdotto dalla battaglia di Lepanto (1571 - Golfo di Corinto - contro l'impero ottomano) e il crescente prestigio della Spagna, sostenitrice dei Guisa, provocarono un clima di rinnovata fiducia per le posizioni cattoliche più intransigenti, favorendo il diffondersi di congiure e parole d'ordine che avrebbero portato alla strage.
Il 22 agosto 1572, l'ammiraglio comandante delle forze protestanti Gaspard de Châtillon subì un attentato, per opera di Charles de Louviers, dal quale esce soltanto ferito a un braccio. La storiografia non è riuscita a individuare con certezza i mandanti del tentato omicidio e risultano tre tesi:
- i Guisa: Carlo di Guisa, cardinale di Lorena, Enrico di Guisa e Claudio II d'Aumale sono i maggiori sospettati. Capi del partito cattolico, avrebbero voluto vendicare Francesco I di Guisa, assassinato, a loro parere, su ordine del Coligny dieci anni prima e il colpo di pistola contro l'ammiraglio protestante fu esploso da una casa appartenente ai Guisa.
- il duca d'Alba governatore dei Paesi Bassi in nome di Filippo II: Coligny progettava di appoggiare i ribelli fiamminghi per liberarli dal dominio spagnolo d'accordo con i Nassau. Nel mese di giugno aveva inviato clandestinamente delle truppe in aiuto della cittadinanza di Mons, assediati dal duca d'Alba e sperava, dopo il matrimonio, di portare una guerra a fondo contro la Spagna.
- Caterina de' Medici: secondo la tradizione, Coligny avrebbe acquisito troppa influenza sul re e Caterina avrebbe avuto il timore che il figlio trascinasse la Francia in una guerra nelle Fiandre contro i potenti spagnoli. Considerando i suoi sforzi per ristabilire la pace interna, sembra difficile credere che volesse provocare la nuova guerra interna che si sarebbe certamente scatenata dopo l'omicidio. Caterina de' Medici, in quanto donna, straniera e fiorentina (città che nel rinascimento veniva spesso associata a Machiavelli e alle congiure) fu immediata protagonista di una sorta di "leggenda nera", che la vorrebbe dietro ogni malefatta della strage di San Bartolomeo. Del resto assecondare un complotto contro il Coligny, la cui colpa sarebbe certamente ricaduta sui Guisa, l'avrebbe potuta liberare di due nemici in un colpo solo.

Va del resto ricordato che Parigi, il teatro iniziale della strage, era di parte cattolica e vi albergava un notevole risentimento verso gli ugonotti, anche per la fame sofferta pochi anni prima, ai tempi della battaglia di Saint-Denis.

### Il massacro

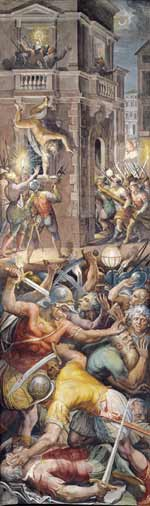
La notte di San Bartolomeo, affresco di Giorgio Vasari

Per rassicurare i protestanti, il re Carlo IX si presentò al capezzale del ferito, promettendogli giustizia, mentre i Guisa minacciarono di lasciare la famiglia reale senza la loro protezione. Il mancato assassinio del Coligny tuttavia fu l'evento che scatenò la crisi: gli ugonotti chiesero vendetta e la capitale fu al limite di un regolamento di conti, mettendo sotto sorveglianza le residenze del duca di Guisa e suo zio il duca d'Aumale. Secondo diverse testimonianze contemporanee, a un pranzo di Caterina tenutosi alle Tuileries vennero fatte chiare minacce di vendetta e di morte verso la famiglia reale.
La sera del 23 agosto re Carlo IX tenne una riunione alle Tuileries con il maresciallo di Tavannes, Alberto Gondi barone di Retz, René de Birague e Ludovico Gonzaga-Nevers. Non vi è alcun documento in cui si dica con certezza che la decisione di abbattere i principali capi militari protestanti fu presa in quella riunione. Tuttavia gli storici ipotizzano che fu in tali circostanze che il Consiglio decise l'eliminazione mirata dei leader protestanti, secondo una lista ben precisa nella quale venivano però risparmiati per ragioni ideali e pratiche i giovani principi del sangue, Enrico re di Navarra ed Enrico di Condé.
Poco tempo dopo, le autorità municipali di Parigi furono convocate ed ebbero ordine di chiudere le porte della città e di armare anche i borghesi.

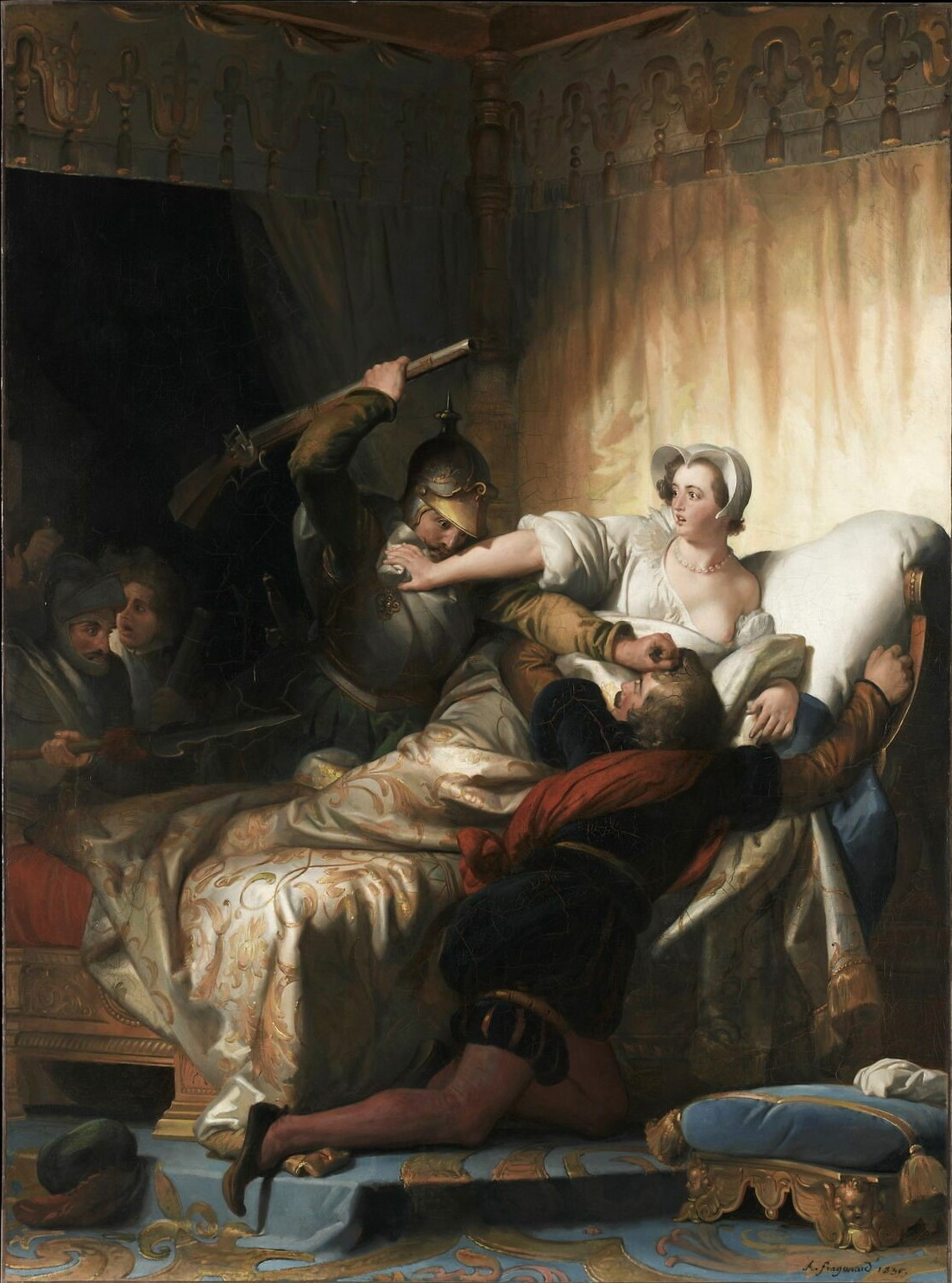
Margherita di Valois protegge il visconte di Léran durante il massacro. Il dipinto di Alexandre-Évariste Fragonard rappresenta il famoso aneddoto narrato dalla regina nelle sue Memorie.

La fazione cattolica facente capo ai duchi di Guisa e appoggiata dal re, dal fratello Enrico (poi Enrico III) e dalla regina madre Caterina de' Medici, nella notte tra il 23 e 24 agosto scatenò la caccia agli ugonotti convenuti in città.
Sembra che il segnale d'inizio della strage fosse fissato dallo scoccare delle 3 di mattina delle campane della chiesa di Saint-Germain-l'Auxerrois, vicina al Louvre, dove molti dei nobili protestanti abitavano. Lo stesso Enrico di Guisa guidò gli armati che si recarono all'Hotel de Béthizy, dove soggiornava l'ammiraglio ferito. Il de Coligny fu ucciso nel suo letto e scaraventato dalla finestra; i corpi degli uccisi, trascinati per le strade, furono ammassati nel cortile del Louvre.
Parte della popolazione, scoperta la strage al mattino, partecipò ai massacri che durarono diversi giorni, incoraggiati dai preti che incitarono a sterminare anche gli studenti stranieri e i librai, considerati tutti protestanti. Molti cadaveri furono gettati nella Senna, come quello del de Coligny, poi ripescato, evirato e impiccato.
Margherita, allora regina di Navarra da poche ore, narrò nelle sue Memorie che, dopo una notte insonne passata con il marito e i membri ugonotti della sua corte (in stato di agitazione dopo l'attentato all'ammiraglio), si era salvata per miracolo dal massacro, ma era riuscita a far graziare dal re suo fratello alcuni protestanti che le avevano chiesto aiuto. Le Memorie della regina sono l'unica testimonianza diretta proveniente da un componente della famiglia reale.
La regina consorte Elisabetta d'Austria fu svegliata dalle urla e chiese se suo marito fosse informato, ottenendo in risposta la notizia che l'ordine proveniva da lui. Dopo questa conversazione, la sovrana chiese perdono a Dio per il marito.
In seguito al massacro, il re di Navarra e suo cugino Enrico di Condé, sorpresi al Louvre, furono obbligati ad abiurare la loro fede e graziati perché principi del sangue. Margherita narrerà che la madre, spinta da «coloro che avevan cominciata questa partita», le chiese se il matrimonio era stato consumato, perché se voleva le nozze potevano essere annullate, ma la regina di Navarra negò l'offerta per proteggere il marito.

### La strage nel resto della Francia
Il 26 agosto il re tenne un lit de justice dove si assunse la responsabilità del massacro, dichiarando di aver voluto «prevenire l'esecuzione di una disgraziata e detestabile congiura fatta dall'ammiraglio, capo e autore, e dai suoi aderenti e complici, contro la persona del re e il suo Stato, la regina madre, i fratelli, il re di Navarra e i principi e i signori che erano presso di loro».
Ma il massacro di San Bartolomeo fu seguito da molti altri: «dura tutta una stagione», secondo l'espressione di Jules Michelet. Avvertiti da testimoni, da commercianti di passaggio, incoraggiati da agitatori come il conte di Montsoreau nella Valle della Loira, le città di provincia scatenarono i loro massacri: il 25 agosto è la volta di Orléans, dove fece un migliaio di vittime, e Meaux; il 26 La Charité-sur-Loire, il 28 e il 29 Angers e Saumur, il 31 agosto Lione, l'11 settembre Bourges, il 3 ottobre Bordeaux, il 4 ottobre Troyes, Rouen, Tolosa, il 5 ottobre Albi, Gaillac, Bourges, Romans, Valence, Orange e altre ancora.

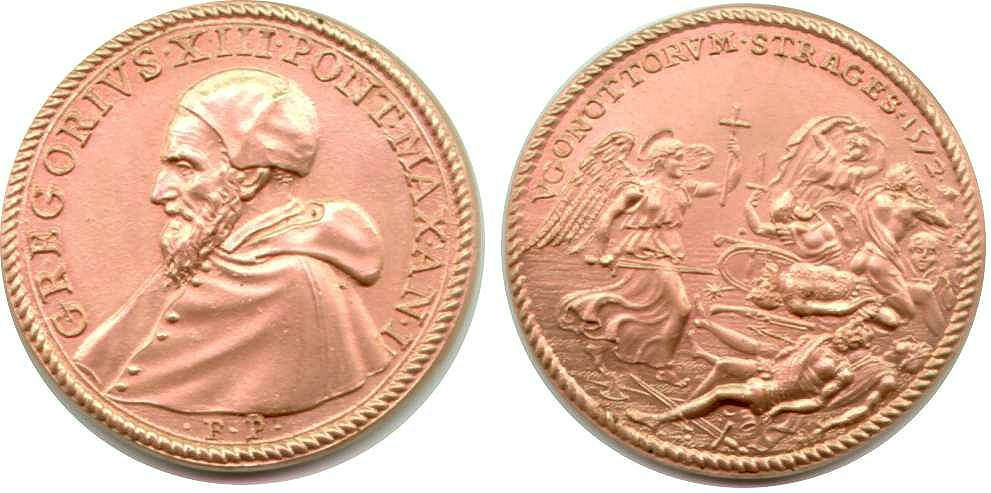
La medaglia commemorativa di Gregorio XIII

La reazione delle autorità fu varia: a volte incoraggiarono il massacro, come a Meaux dove il procuratore del re diede il segnale o anche a Bordeaux, dove fu organizzato dal Parlamento, a Tolosa il governatore duca di Joyeuse, si mostrò favorevole alla strage. A volte i protestanti vengono protetti chiudendoli in prigione, come Le Mans o a Tours, ma a volte le prigioni sono assaltate e i reclusi uccisi, come a Lione, Rouen, Albi.
I sovrani europei, papa Gregorio XIII compreso, appresero la notizia del massacro, «presentata come una vittoria del re contro la congiura ordinata dagli ugonotti contro di lui»: il pontefice fece cantare un Te Deum di ringraziamento, coniare una medaglia con la propria effigie per ricordare l'evento e commissionò al pittore Giorgio Vasari una serie di affreschi raffiguranti il massacro, tuttora presenti nella Sala Regia dei Palazzi Vaticani. Filippo II di Spagna espresse la sua soddisfazione dichiarando che quello era il più bel giorno della sua vita. L'entusiasmo del Papa si fece tuttavia più tiepido allorché furono chiare le motivazioni primariamente politiche alla base degli eventi, tanto che un corriere recante le proprie congratulazioni scritte a Carlo venne fermato per strada.
D'altro canto la regina Elisabetta I d'Inghilterra prese il lutto e fece stare l'ambasciatore francese in piedi per molte ore prima di fingere di credere, per ragioni diplomatiche, alla tesi del complotto ugonotto e del massacro preventivo. Davanti alle rassicurazioni francesi e alla comprensione delle ragioni politiche del gesto tuttavia i rapporti in funzione anti-spagnola vennero ben presto ripresi.
Come conseguenza immediata, la strage provocò l'inizio della quarta guerra di religione. Pose inoltre in discussione gli stessi fondamenti di fedeltà al re, come si vide durante l'assedio de La Rochelle, quando gli assediati invocarono come loro sovrano di diritto Elisabetta d'Inghilterra.

## Interpretazioni storiografiche

### Storiografia tradizionale
Il massacro di San Bartolomeo divenne presto un tema di studio storiografico. La prima ipotesi data dai contemporanei fu che il massacro fosse stato premeditato da tempo. Caterina de' Medici avrebbe attirato i protestanti a Parigi con la scusa del matrimonio, ottenendo l'occasione migliore per potersi liberare di loro.

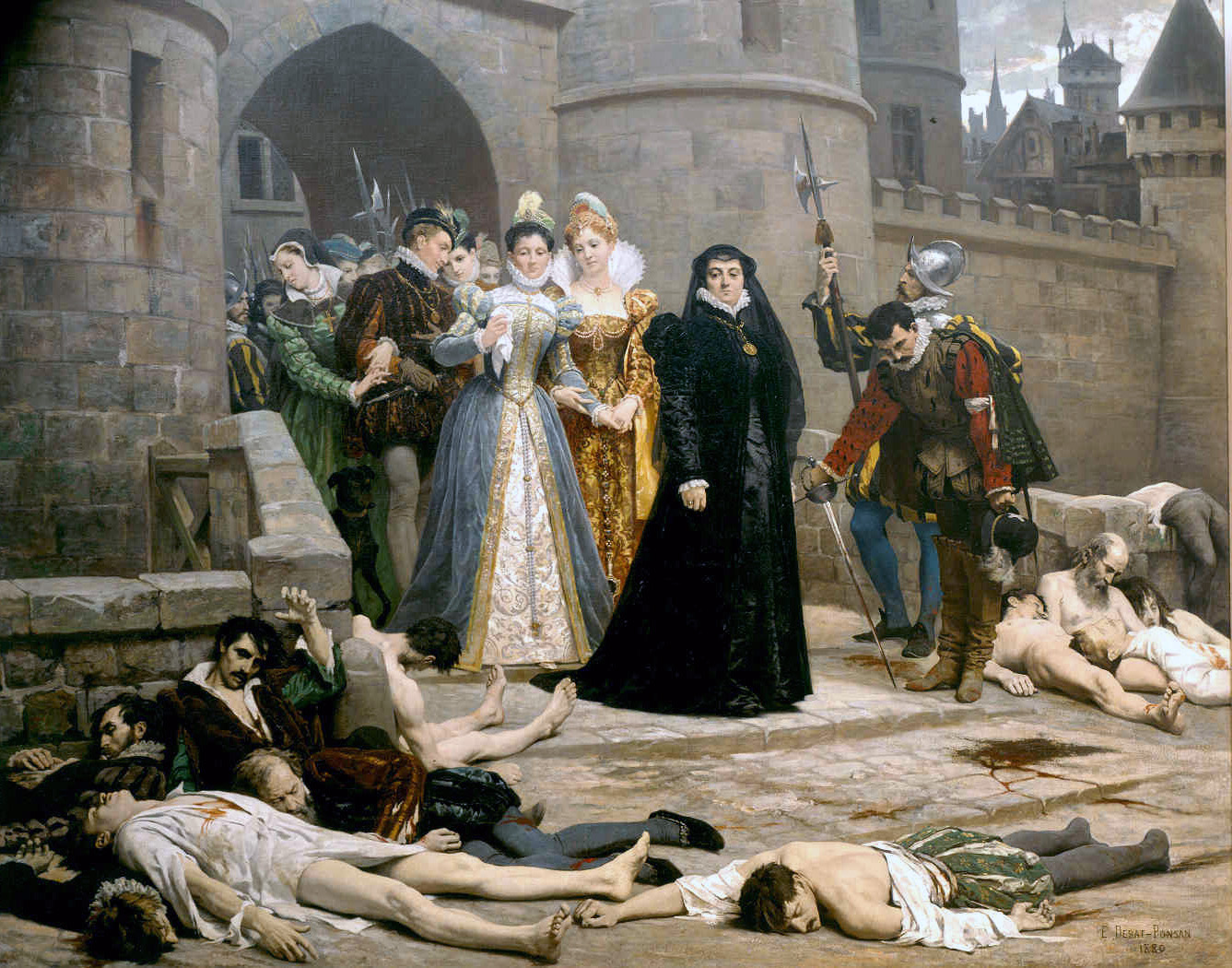
Un mattino davanti alle porte del Louvre, Édouard Debat-Ponsan, 1880, Mairie de Clermont-Ferrand

Più tardi, di fronte alle contraddizioni della politica reale, gli storici cercarono una spiegazione nell'antagonismo esistente tra il re e sua madre. Gelosa dell'influenza che l'ammiraglio Coligny aveva sul proprio figlio, Caterina de' Medici avrebbe ordinato il suo omicidio, scatenando una reazione a catena che non aveva necessariamente premeditato. In preda al panico al pensiero di essere scoperta e di subire la vendetta dei protestanti, con l'aiuto dei suoi consiglieri, la regina madre avrebbe forzato la mano del re titubante per decidere l'esecuzione dei capi militari ugonotti, a partire proprio da Coligny.
La difficoltà degli storici nel dare una spiegazione esaustiva al massacro deriva dalla carenza di fonti contemporanee alla strage e dalle distorsioni evidenti che esse comunque riportano, a beneficio dei rispettivi autori e dei loro partiti. Gli scrittori protestanti non esitarono a esagerare i numeri dei morti e trasformare l'evento come l'esito di intolleranza religiosa. Da parte cattolica, i protagonisti cercano di discolparsi accusando l'un l'altro, come avvenne per il maresciallo di Saulx-Tavannes o della regina Margherita di Valois, che sosteneva di non averne nemmeno avuto sentore. Altri, come Jacques-Auguste de Thou, cercarono di ricostruire quello che avvenne solo qualche decennio più tardi, ma non riuscirono ad andare oltre le polemiche.
Rivendicando alcuni giorni dopo la paternità della strage, di fronte alla posterità Carlo IX ne divenne il principale responsabile. La tradizione popolare scelse perlopiù di interpretare la strage considerandone solo l'aspetto religioso. Al tempo della rivoluzione francese, in un'epoca di tentativo di scristianizzazione, il fanatismo cattolico emblema del massacro di San Bartolomeo fu stigmatizzato e il dramma teatrale Charles IX ou la Saint Barthélemy di Marie-Joseph Chénier (1790) ebbe un grande successo.
Ancora nel XIX secolo, Alexandre Dumas continuò la tradizione nel suo romanzo La regina Margot, narrando la machiavellica premeditazione del massacro per opera di Carlo IX e della regina madre, che avrebbero organizzato il matrimonio di Margherita solo per uccidere gli ugonotti, al culmine di una serie di delitti precedenti.

### Nuovo orientamento storiografico
Se nell'ultimo secolo gli storici separano l'esecuzione dei capi protestanti dal massacro popolare propriamente detto, essi dibattono ancora sulle responsabilità della famiglia reale. Il problema è di trovare il grado del loro coinvolgimento nell'organizzazione del massacro.
- Janine Garrisson, che aveva inizialmente sostenuto l'interpretazione tradizionale, ha rivisto le sue posizioni nei suoi ultimi studi sul massacro e sulla figura di Caterina de' Medici.
- Denis Crouzet pone il massacro nel contesto ideologico dell'epoca. Carlo IX e Caterina non avrebbero potuto avere il disegno di assassinare Coligny, perché questo sarebbe andato contro il loro desiderio di mantenere l'armonia della persona reale. Una volta che il tentativo di uccidere l'ammiraglio era stato compiuto e veniva minacciata la riapertura di una nuova guerra a causa dell'indignazione protestante, tuttavia, Caterina avrebbe deciso di sopprimere tutti i capi protestanti.
- Per Jean-Louis Bourgeon furono i parigini, i Guisa e gli agenti di Filippo II i veri responsabili, e il re e la regina madre del tutto estranei. Egli sottolinea lo stato quasi insurrezionale della città in quei giorni: già nel dicembre 1571 molte case ugonotte erano state saccheggiate e i Guisa, molto popolari nella capitale, avrebbero approfittato per fare pressione sul re e la madre ed essi sarebbero stati costretti a precedere la prevedibile sommossa successiva.
- Per Thierry Wanegffelen, uno dei principali responsabili sarebbe il duca d'Anjou, il futuro re Enrico III. Dopo il fallito attentato al Coligny, che sarebbe stato organizzato dai Guisa e dagli spagnoli, i consiglieri italiani di Caterina de' Medici avrebbero suggerito l'eliminazione di una cinquantina di capi protestanti per profittare dell'occasione di eliminare il pericolo ugonotto, ma il re e la madre si sarebbero opposti. Tuttavia, Enrico d'Anjou, luogotenente generale del regno e presente al Consiglio reale, vide nel delitto l'occasione di imporsi al governo, accordandosi con Enrico di Guisa. La notte di San Bartolomeo sarebbe nata da questa unità d'interessi e gli uomini del duca d'Anjou avrebbero agito, secondo la mentalità dell'epoca, in nome del re. Si comprenderebbe così perché, l'indomani della strage, Caterina abbia fatto condannare attraverso una dichiarazione di Carlo IX i delitti, minacciando il Guisa: ma quando seppero del coinvolgimento di Enrico d'Anjou, si sentirono legati alla sua iniziativa e Carlo IX fu costretto ad assumersi pubblicamente la responsabilità della strage, giustificandola come un atto preventivo. Caterina de' Medici avrebbe da allora cercato di eliminare il figlio Enrico dalla successione reale, mandandolo a comandare l'assedio de La Rochelle e facendolo poi eleggere re di Polonia.

## Riferimenti nell'arte e nella cultura di massa

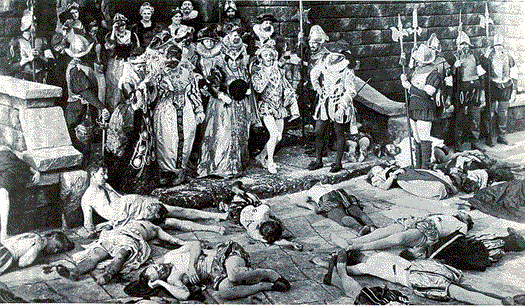
Gli aristocratici escono dal Louvre: da Intolerance (1916)

### Letteratura
- La Regina Margot di Alexandre Dumas (1845)
- Die Jugend des Königs Henri Quatre di Heinrich Mann (1935)
- La regina maledetta di Jeanne Kalogridis (2009)
- Il libraio notturno di Foll Francois (2010)
- Le confessioni di Caterina de' Medici di C. W. Gortner (2011)
- I dodici bambini di Parigi di Tim Willocks (2013)
- La colonna di fuoco di Ken Follett (2017)

### Teatro
- Il massacro di Parigi di Christopher Marlowe (1593)
- Charles IX ou la Saint Barthélemy di Marie-Joseph Chénier (1790)

### Musica
- Gli ugonotti, opera composta da Giacomo Meyerbeer nel 1836.
- La notte di San Bartolomeo, canzone di Murubutu

### Cinema
- La saint-Barthélémy (1905) di Lucien Nonguet.
- Intolerance (1916) di David Wark Griffith
- La Regina Margot (1954) di Jean Dréville.
- La Regina Margot (1994) di Patrice Chéreau.

### Televisione
- The Massacre of St Bartholomew's Eve, serial della terza stagione di Doctor Who (1966)
- Nella sigla di apertura di The Young Pope (2016)
- Il giorno di Ognissanti, finale della seconda stagione di The Serpent Queen (2024)